# Moses Pitakaka
Sir Moses Pitakaka, né le 24 janvier 1945 et mort le 25 décembre 2011, est un homme d'État, troisième gouverneur général des Îles Salomon du 7 juillet 1994 au 7 juillet 1999.

## Biographie
Le 15 juin 1999, Pitakaka déclare l'état d'urgence après une épidémie de violence ethnique qui a fait quatre victimes à Guadalcanal. 
Il meurt à l'Hôpital national de recours d'Honiara tôt le matin du jour de Noël 2011. Il est enterré le 28 décembre.